# أندريه ماركيز (مخرج)
أندريه ماركيز هو كاتب سيناريو ومخرج برتغالي، ولد في 23 أكتوبر 1984 في سيتوبال في البرتغال.

## وصلات خارجية
- أندريه ماركيز على موقع IMDb (الإنجليزية)
- أندريه ماركيز على موقع قاعدة بيانات الفيلم (الإنجليزية)
- أندريه ماركيز على موقع كينوبويسك (الروسية)